# Coste della Sesia rosso
Le Coste della Sesia rosso est un vin italien de la région Piémont dont les appellations sont dotés d'une appellation DOC depuis le 14 septembre 1996. Seuls ont droit à la DOC les vins rouges récoltés à l'intérieur de l'aire de production définie par le décret. 

## Aire de production
Les vignobles autorisés se situent en province de Biella et province de Verceil dans les communes de Lessona, Masserano, Brusnengo, Curino, Villa del Bosco, Sostegno, Cossato, Mottalciata, Candelo, Quaregna, Cerreto Castello, Valdengo et Vigliano Biellese.
Les vignobles se situent sur les pentes qui surplombent la rive droite du cours d'eau de la Sesia.
Voir aussi l'article Coste della Sesia rosso novello.

## Caractéristiques organoleptiques

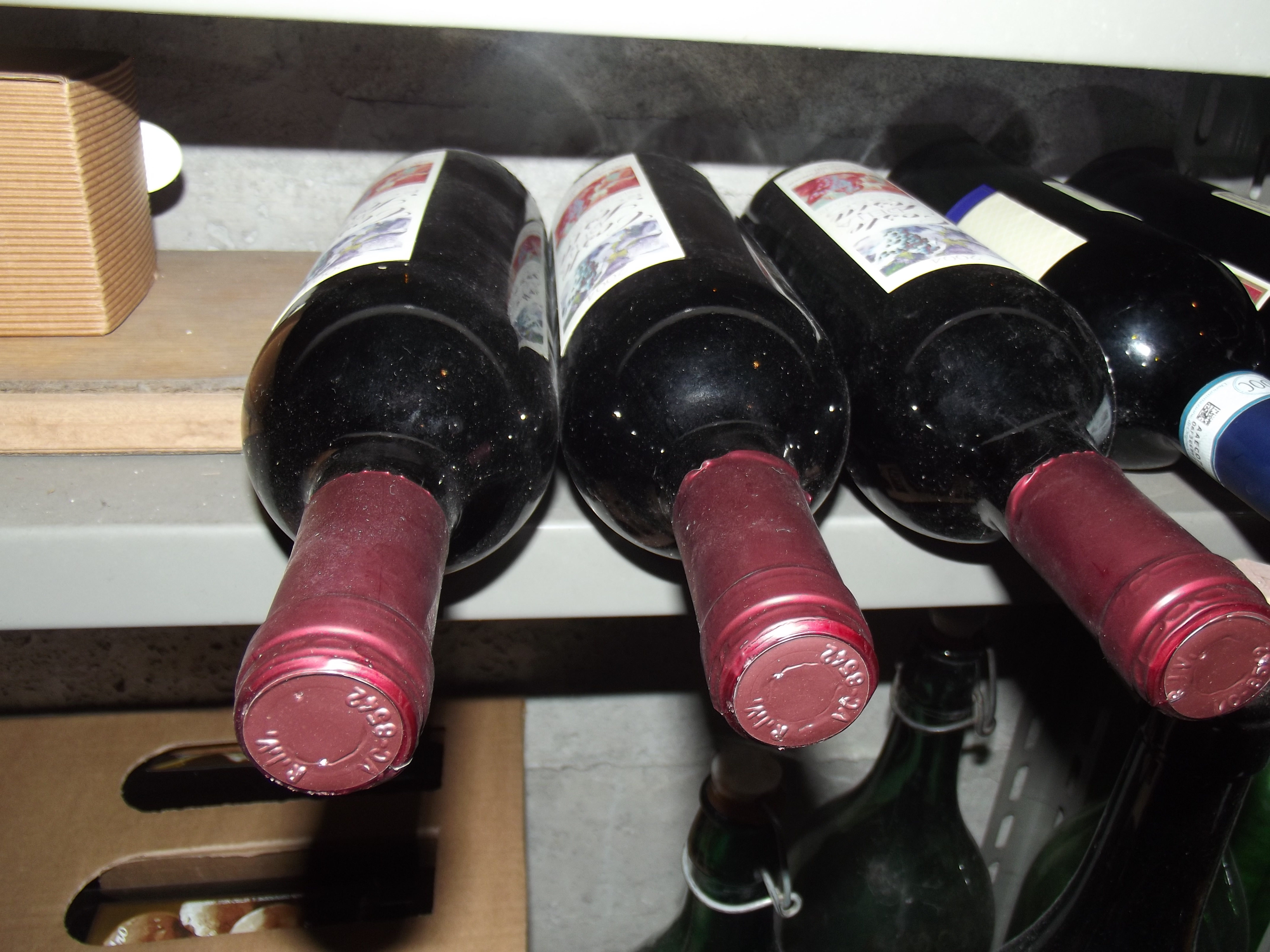
Bouteilles du 2004.

Ses caractéristiques organoleptiques sont :
- couleur : rouge rubis de bonne intensité tendant à l’orange après vieillissement
- odeur : fin, intense, caractéristique
- saveur : fin, intense, caractéristique

Le Coste della Sesia rosso se déguste à une température de 16 – 17 °C et il se gardera 2 – 3 ans.

## Production
Province, saison, volume en hectolitres :
- Biella  (1996/97) :  174,3
- Verceil  (1996/97) :  25,2